# Indie Recordings
Indie Recordings ist ein norwegisches Plattenlabel mit Sitz in Oslo. Die Firma ist auf die Genres Metal und Hard Rock spezialisiert.

## Geschichte
Die Gründung erfolgte im Jahre 2006 durch die Brüder Espen und Erik Solheim Røhne, die drei Jahre zuvor die Firma Tabu Recordings gegründet hatten. Nachdem bei Tabu Recordings einige Mitarbeiter entlassen werden mussten, wurde Indie Recordings gegründet. In den Jahren 2008 und 2010 wurde die Band Enslaved für die Alben Vertebrae bzw. Axioma Ethica Odini mit dem Spellemannprisen in der Kategorie Metal ausgezeichnet. Im Jahre 2011 wurden Kvelertak mit dem Spellemannprisen in den Kategorien Bester Newcomer und Beste Rockband ausgezeichnet.

## Bands
| - 1349 - Audrey Horne - Aura Noir - Blood Tsunami - Borknagar - Cult of Luna - Djerv - Dunderbeist - Einherjer - El Caco - Enslaved - Extol - Gehenna | - Glittertind - God Seed - Hacride - In Vain - Insense - Iskald - Keep of Kalessin - Kvelertak - Man the Machetes - Mencea - Nattefrost - Nekromantheon | - Obliteration - Ov Hell - Ribozyme - Sahg - Sarke - Satyricon - Shining - Solefald - Tantara - Tulus - Vreid - Wardruna |